# Death's Gambit
Death's Gambit es un juego de rol de acción de desplazamiento lateral desarrollado por White Rabbit y distribuido por Adult Swim Games. Fue lanzado para Windows y PlayStation 4 en agosto de 2018. Una edición expandida del juego titulada Death’s Gambit: Afterlife fue lanzada en septiembre de 2021 para Windows y Nintendo Switch, en noviembre de 2021 para PlayStation 4, y en mayo de 2022 para Xbox One.

## Jugabilidad
Death's Gambit es un juego de rol de acción de desplazamiento lateral que cuenta con elementos de Soulslike y Metroidvania. El juego es presentado desde una perspectiva 2D con una estética de arte pixelado.

## Desarrollo y lanzamiento
Death's Gambit fue desarrollado por el estudio independiente White Rabbit. La principal inspiración de la jugabilidad de Death's Gambit fue el género Metroidvania. El equipo de desarrollo también quiso integrar sistemas de juegos y series que disfrutaron jugar como Castlevania, Dark Souls y Shadow of the Colossus. Los juegos de Castlevania también influenciaron la dirección artística del juego, al igual que Superbrothers: Sword & Sworcery EP.
El juego fue distribuido por Adult Swim Games y fue lanzado para Windows y PlayStation 4 el 14 de agosto de 2018.

### Death's Gambit: Afterlife
Una edición expandida y revisada del juego titulada Death’s Gambit: Afterlife fue lanzada el 30 de septiembre de 2021 para Microsoft Windows, Nintendo Switch, y el 30 de noviembre de 2021 para PlayStation 4, con una versión para Xbox One actualmente en desarrollo. Afterlife cuenta con contenido nuevo que incluye 10 nuevos niveles, más de 30 armas, 5 jefes nuevos, y revisiones de mecánicas. White Rabbit lanzó la expansión de forma gratuita a los usuarios nuevos tras recibir comentarios de la comunidad.

## Recepción
Death's Gambit recibió reseñas «mixtas o medias» de acuerdo con el sitio web agregador de reseñas Metacritic.
James Swinbanks de GameSpot aclamó la exploración y la historia, pero criticó el combate del juego como tosco. Samuel Horti de PC Gamer disfrutó la historia del juego, pero le disgustó el sistema de resistencia. En una reseña mixta, Mike Epstein de IGN escribió que «Death's Gambit es un fuerte intento de fusionar dos juegos queridos, Dark Souls y Castlevania: Symphony of the Night, en un plataformero de acción 2D desafiante. El desarrollador White Rabbit muestra una fuerte comprensión de qué hizo a cada juego grandioso, pero pasa por alto los fundamentos que todos los juegos grandes necesitan, como controles sensibles y un mundo de juego entendible, y se queda corto en su premisa».
Death's Gambit: Afterlife recibió una mejor aclamación de la crítica que el juego original, con los críticos citando que el juego hizo un número de incorporaciones de calidad y mejoras al juego base, mientras retuvo sus cualidades únicas. Noisy Pixel reseñó el juego de forma positiva, diciendo que «Death's Gambit: Afterlife es el producto de un equipo dedicado que quiere proporcionar la mejor experiencia de acción posible. Esta versión renovada ofrece muchos sistemas nuevos para los veteranos y empieza con el pie derecho con los jugadores nuevos. Existe una gran atención al balance en este metroidvania soulslike que ofrece encuentros lo suficientemente desafiantes y una personalización profunda para el disfrute de todos los jugadores. Parece que la vida después de la muerte no es tan mala después de todo».